# 胡國偉
胡國偉（1898年—1976年1月17日），廣東開平人，号公俊，筆名谷懷，中华民国政治人物，思想家，中国青年党創黨黨員，国家主义者，《先聲週報》創辦人。